# Трейвас, Борис Ефимович
Бори́с Ефи́мович (Беньями́н Хаи́мович) Трейвас (1898, м. Юховичи Дриссенского уезда Витебской губ. Российской империи — 16 августа 1937, Москва, СССР) — советский комсомольский и партийный деятель. Член РКП(б) с 1918 года.

## Биография
В 1918—1919 годах — заведующий издательством Еврейского комиссариата Наркомнаца. Затем перешёл на комсомольскую работу. В 1920 году секретарь райкома, зав. орготделом Петроградского комитета РКСМ. В 1921—1922 годах — зав. орготделом, в 1922—1923 годах — секретарь Московского комитета РКСМ. Делегат III, IV и V съездов комсомола. В 1923 году в составе группы членов ЦК РКСМ подписал письмо в поддержку Троцкого, которое было опубликовано в качестве приложения к брошюре Троцкого «Новый курс».
В 1923—1924 годах инструктор Замоскворецкого райкома РКП(б). Делегат XII съезда РКП(б). В 1924—1926 годах — заведующий школой ФЗУ. В 1929 году окончил Коммунистический университет имени Я. М. Свердлова, работал в Наркомпросе заведующим отделом рабочего образования. В 1930—1931 годах — зав. орготделом Сокольнического и Бауманского райкомов Московской организации ВКП(б).
В 1931—1933 годах — первый секретарь Вышневолоцкого райкома ВКП(б) (Тверская область). Делегат XVII съезда ВКП(б) с решающим голосом. В 1934—1937 годах первый секретарь Калужского райкома ВКП(б), руководил районом с населением более 120 тысяч человек.  Во время работы в Калуге Борис Ефимович и его жена — Мария Сафроновна дружили с семьей К.Э.Циолковского и многое сделали для него. 
Арестован 6 апреля 1937 года. 16 августа 1937 года осуждён Военной коллегией Верховного cуда СССР к расстрелу по обвинению в участии в контрреволюционной террористической организации, в тот же день расстрелян. Реабилитирован 24 декабря 1955 года определением Военной коллегии Верховного суда СССР.

## Семья
- Брат — Михаил (Моисей) Ефимович Трейвас (1889—?). Во время Великой Отечественной войны попал в плен, освобожден.  Его дочь — Розалия Михайловна Трейвас, первая жена сына Н.С.Хрущева Леонида.

Сам Хрущёв вспоминал о Трейвасе:
«Трейвас — очень хороший товарищ. Фамилия Трейваса в 20-е годы была широко известна как комсомольского деятеля. Это был очень хороший, дельный человек… Сейчас, когда прошло столько лет, я должен сказать, что Трейвас очень хорошо работал, преданно, активно. Это был умный человек, и я был им очень доволен. Трейвас трагично кончил свою жизнь. Он был избран секретарём Калужского горкома партии и хорошо работал там. Гремел, если можно так сказать, Калужский горком. Но когда началась эта мясорубка 1937 года, то он не избежал её».

…когда в Кремле принимали китайского лидера Чжоу Энь Лая, она снова встретилась с Никитой Сергеевичем. Он ее узнал, обрадовался.

— Ты Роза Трейвас?

Она словно давным-давно ждала этого вопроса и вложила в ответ все свое чувство, всю силу поруганной любви:

— Да, я Роза Хрущева, племянница Бориса Трейваса, которого вы с Ежовым расстреляли!— 
- Сестра — Софья Ефимовна (Сора-Бейле Трейвас, в замужестве — Кремер; 1890—?)
- Брат — Лев (Лейб) Ефимович Трейвас (1893—02.1942, пропал без вести на фронте). Его жена — Фаня Ильинична Трейвас (урожд. Лерман; 1894—1964).  Двое сыновей: Эмануил (г.р.1920) и Гавриил (г.р.1923); оба — участники Великой Отечественной войны. Внуки — Лев Эмануилович Трейвас и Лев Гаврилович Трейвас
- Сестра — Фрума Ефимовна Трейвас (1905—1997). Ее муж — Васильковский (Фальтенберг) Григорий Осипович (1903—1938), журналист, издательский работник, репрессирован[5].  Ф.Е.Трейвайс также была арестована в 1937 году.  Их дети[6]: Энгель Григорьевич Фалькенберг-Трейвас (1924—10.1941, пропал без вести на фронте), Всеволод Григорьевич (20.12.1938, родился в тюрьме), кандидат технических наук[7]. Похоронена на Востряковском кладбище. Памятник, который установил Всеволод Григорьевич Трейвас — одновременно является кенотафом отцу и брату.

Жена — Мария Сафроновна Селиверстова-Трейвас (1901—1995), секретарь президиума Калужского городского совета депутатов трудящихся. Арестована в 1937 году как ЧСИР, освобождена в 1945 году. Реабилитирована в 1955 году.
Дети: дочь Цеда (Цеда Борисовна Ильина, член Ассоциации жертв политических репрессий г. Королева), сыновья Борис и Владимир. После ареста родителей детей отправили в разные детские дома. Борис во время войны сбежал из детского дома и пропал без вести.  